# Leonid Kizim
Leonid Děnisovič Kizim (rusky Леонид Денисович Кизим, 5. srpna 1941 Krasnyj Lyman, Doněcká oblast Ukrajinské SSR – 14. června 2010 Moskva) byl vojenský letec a sovětský kosmonaut ukrajinské národnosti. Do vesmíru letěl třikrát v letech 1980 až 1986 na sovětských kosmických lodích Sojuz, v Sojuzech a stanicích Saljut 6, Saljut 7 a Mir strávil ve vesmíru celkem 374 dní, 17 hodin a 58 minut.

## Voják a kosmonaut
Leonid Kizim pocházel z ukrajinského města Krasnyj Lyman. Už jako chlapec byl okouzlen letadly, byl odhodlán stát se letcem a věnoval se leteckému modelářství. Měl dobrý školní prospěch a v sedmé třídě si podal přihlášku do Vorošilovské zvláštní školy vojenského letectva. Vzápětí poté byla zrušena, podal tedy přihlášku na jinou podobnou a v roce 1959 byl na Černihivskou vojenskou vysokou leteckou školu napodruhé přijat, ač byl malé, drobné postavy. Studoval všechno, co mohl, o kosmonautice. Roku 1963 dokončil školu a byl zařazen k 168. gardovému leteckému pluku stíhacích bombardérů dislokovanému v Zakavkazsku.
V roce 1965 se dostal do Hvězdného městečka, kde byl s platností od 28. října 1968 přijat do oddílu kosmonautů ve Středisku přípravy kosmonautů. Základní výcvik ukončil a kvalifikaci zkušebního kosmonauta (космонавт-испытатель) získal v prosinci 1967.
V letech 1969–1973 působil ve skupině určené pro lety raketoplánem Spiral. Od ledna 1974 do ledna 1976 se v posádce s Vladimirem Aksjonovem připravoval na první let v nové verzi Sojuzu. Zprvu Sojuzu 7K-S, určeného pro samostatné lety s vojenským účelem, později Sojuzu 7K-ST (resp. Sojuzu T) upraveného pro lety na stanice Saljut. V lednu 1976 se posádka rozpadla, až v říjnu 1978 byl jmenován velitelem záložní posádky Sojuzu T-2, který vzlétl v květnu 1980. V červnu 1980 byl jmenován velitelem krátkodobé expedice na Saljut 6, jejímž hlavním cílem byla oprava termoregulačního systému stanice.

## Lety do vesmíru

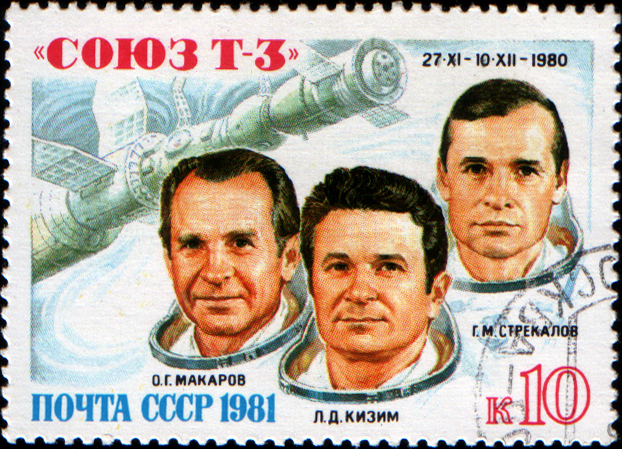
Leonid Kizim na sovětské poštovní známce (uprostřed)

Spolu s Leonidem Kizimem v Sojuzu T-3 v roce 1980 letěli Oleg Makarov a Gennadij Strekalov. Letěli na orbitální stanici Saljut 6, zde strávili 14 dní plněním zadaných úkolů. Den před návratem se od stanice odpojila i nákladní loď Progress 11. Přistáli jako všechny Sojuzy v kabině na padácích v Kazachstánu. Let trval 12 dní, 19 hodin a 7 minut.
Od září 1981 se s Vladimirem Solovjovem a Francouzem Patrickem Baudrym připravoval v záložní posádce sovětsko-francouzského letu na Saljut 7, který proběhl v červnu 1982. Od září 1982 se Solovjovem a Igorem Volkem trénoval návštěvní let na Saljut 7, ale v květnu 1983 po neúspěšném letu Sojuzu T-8 byla jejich mise zrušena. Dvojice Kizim, Solovjov nyní přešla od krátkodobých expedic k dlouhodobým. Stali se náhradníky Vladimira Titova a Gennadije Strekalova, jejichž loď (Sojuz T-10-1) 26. září 1983 začala na startu hořet.
Poté k dvojce Kizim, Solovjov přibyl lékař Oleg Aťkov a všichni tři se začali připravovat na svůj let jako členové 3. základní expedice na Saljut 7. Let trval 236 dní, 22 hodin a 49 minut. Tehdy to byl světový rekord v délce letu, navíc okořeněný faktem, že v době letu se stal Leonid Kizim otcem dcery Taťány. Bylo to poprvé, kdy se narodilo dítě, když byl otec na oběžné dráze. Během letu přijali celou řadu nákladních lodí Progress i několik dalších Sojuzů s kosmonauty. Se Solovjovem šestkrát vystoupil do vesmíru, celkem na 22 hodin a 50 minut.
V roce 1986 letěl do vesmíru potřetí. Na kosmické lodi Sojuz T-15 odstartoval s Vladimirem Solovjovem k nové orbitální stanici Mir, kde oba kosmonauti pracovali jako první stálá posádka. Během pobytu se uskutečnil také historicky první přelet mezi kosmickými stanicemi. Oba kosmonauti 5. května 1986 v Sojuzu T-15 přeletěli z Miru k neobydlené kosmické stanici Saljut 7. Zde pracovali 50 dní a pak se vrátili zpět na Mir. Mise byla úspěšně zakončena 16. července 1986 přistáním v Kazachstánu.
Během tří letů strávil ve vesmíru víc než rok života.
- Sojuz T-3 (27. listopadu 1980 – 10. prosince 1980)
- Sojuz T-10, Sojuz T-11 (8. února 1984 – 2. října 1984)
- Sojuz T-15 (13. března 1986 – 16. července 1986)

## Po letech
Dne 13. června 1987 odešel z oddílu kosmonautů a zahájil studium na Akademii generálního štábu. Od roku 1989 sloužil ve Správě kosmických prostředků ministerstva obrany, od října 1991 jako zástupce náčelníka. V květnu 1993 se stal náčelníkem Možajského vojensko-inženýrské kosmické akademie v Petrohradu.
V září 2001 odešel v hodnosti generálplukovníka (od 1995) do důchodu a přestěhoval se do Moskvy. Zde 14. června 2010 zemřel, pochován je na Trojekurovském hřbitově.